# Susan Waddington
Susan Waddington (n. 23 august 1944) este un om politic britanic, membru al Parlamentului European în perioada 1994-1999 din partea Regatului Unit.
1. ↑  Deputații în Parlamentul European